# Sumitomo Group
Сумітомо (англ. Sumitomo Group, яп. 住友グループ) — одна з найбільших японських кейрецу. До групи входять компанії фінансового сектора, машинобудування, електротехнічної промисловості, чорної і кольорової металургії та багато інших.

## Історія
Заснування компанії відносять до 1630, коли Масатомо Сумітомо відкрив магазин з продажу ліків і книг. Засновник компанії написав книгу «Мондзюін сіігакі», в якій формулює основні правила ведення бізнесу, засновані на вченні буддизму. Основною думкою роботи є те, що ні до чого не можна ставитися легковажно, а необхідно проявляти турботу і повагу. Однак, дійсно відомою компанію зробила мідь. Чоловік сестри засновника компанії Ріемон Сога винайшов нову технологію виплавки міді, а його старший син Томомоті Сумітомо запровадив цю технологію на кількох підприємствах. З цього моменту Осака, в якій розташовувалося підприємство Sumitomo, стає важливим центром виробництва міді в Японії. З цього часу компанія починає диверсифікацію бізнесу: фінанси, логістика та багато іншого. Це було обумовлено тим, що мідь, як основний продукт компанії, реалізовувалася за бартерними схемами, у результаті Томомоті був змушений стати трейдером, реалізуючи патоку, текстиль, цукор і навіть наркотики, на які обмінювалася мідь.
В епоху реставрації Мейдзі, компанія придбала імпортні технології та обладнання для виробництва міді. У результаті, до кінця XIX століття компанія займала лідируючі позиції в країні з видобутку мідної руди і виплавки міді. У цей період Sumitomo набуває всі риси класичного дзайбацу.
Після Другої світової війни дзайбацу були скасовані. У результаті цього процесу утворюється Sumitomo Group в її нинішньому вигляді. Кожна компанія групи незалежно веде бізнес у своїй галузі, але зберігають корпоративну філософію викладену засновником компанії в «Мондзюін сіігакі».

## Компанії
Список компаній що входять до кейрецу Sumitomo Group:
- Sumitomo Chemical Co., Ltd.
- Sumitomo Heavy Industries, Ltd.
- Sumitomo Mitsui Banking Corporation
- Sumitomo Metal Industries, Ltd.
- Sumitomo Metal Mining Co., Ltd.
- Sumitomo Corporation
- Sumitomo Corporation of America
- Sumitomo Trust & Banking Co., Ltd.
- Sumitomo Life Insurance Co.
- The Sumitomo Warehouse Co., Ltd.
- Sumitomo Electric Industries, Ltd.
- Mitsui Sumitomo Insurance Co., Ltd.
- Mezon Stainless Steel Fzco.
- Nippon Sheet Glass Co., Ltd.
- NEC Corporation (Electronics and electric)
- Sumitomo Realty & Development Co., Ltd.
- Sumitomo Osaka Cement Co., Ltd.
- Sumitomo Light Metal Industries, Ltd.
- Sumitomo Mitsui Construction Co., Ltd.
- Sumitomo Bakelite Co., Ltd.
- Sumitomo Forestry Co., Ltd.
- Sumitomo Rubber Industries, Ltd.
- Mazda Motor Corporation
- Presidio Ventures
- Sumitomo Mitsui Financial Group
- Dainippon Sumitomo Pharma
- Sumitomo Densetsu

## Музей Sumitomo
Музей Sumitomo Collection розташований в Кіото. У ньому представлені китайські вироби з бронзи.